# Campolongo al Torre
Campolongo al Torre foi uma comuna italiana da região do Friuli-Venezia Giulia, província de Udine, na actualidade é  uma fração da comuna de Campolongo Tapogliano, com cerca de 707 habitantes. Estende-se por uma área de 4,63 km², tendo uma densidade populacional de 153 hab/km². Faz fronteira com Aiello del Friuli, Ruda, San Vito al Torre, Tapogliano, Villesse (GO).

## Demografia
| Variação demográfica do município entre 1861 e 2001                               |
|                                                                                   |
| Fonte: Istituto Nazionale di Statistica (ISTAT) - Elaboração gráfica da Wikipedia |